# Esqui cross-country nos Jogos Olímpicos de Inverno de 2022 - 30 km livre feminino
A competição dos 30 km livre feminino do esqui cross-country nos Jogos Olímpicos de Inverno de 2022 foi disputada em 20 de fevereiro no Centro Nacional de Cross-Country Zhangjiakou, em Zhangjiakou.
Devido as condições climáticas, o início da prova foi alterado para às 11:00, hora local. Therese Johaug, da Noruega, conquistou a medalha de ouro, vencendo assim todas as três provas individuais nestas Olimpíadas. Foi a segunda mulher a conseguir tal feito após Marja-Liisa Kirvesniemi em 1984. Jessie Diggins, dos Estados Unidos, ganhou a medalha de prata, e Kerttu Niskanen, da Finlândia, o bronze.

## Medalhistas
| Ouro   | NOR Therese Johaug  |
| Prata  | USA Jessie Diggins  |
| Bronze | FIN Kerttu Niskanen |

## Resultados
A prova foi disputada em 20 de fevereiro a partir das 11:00 locais:
| Pos.              | Bib | Atleta                  | CON                      | Tempo     | Diferença |
| ----------------- | --- | ----------------------- | ------------------------ | --------- | --------- |
| Medalha de ouro   | 2   | Therese Johaug          | NOR Noruega              | 1:24:54.0 | —         |
| Medalha de prata  | 4   | Jessie Diggins          | USA Estados Unidos       | 1:26:37.3 | +1:43.3   |
| Medalha de bronze | 6   | Kerttu Niskanen         | FIN Finlândia            | 1:27:27.3 | +2:33.3   |
| 4                 | 20  | Jonna Sundling          | SWE Suécia               | 1:27:29.4 | +2:35.4   |
| 5                 | 7   | Tatiana Sorina          | ROC                      | 1:27:31.2 | +2:37.2   |
| 6                 | 8   | Rosie Brennan           | USA Estados Unidos       | 1:27:32.7 | +2:38.7   |
| 7                 | 12  | Delphine Claudel        | FRA França               | 1:27:34.0 | +2:40.0   |
| 8                 | 3   | Ebba Andersson          | SWE Suécia               | 1:27:35.5 | +2:41.5   |
| 9                 | 23  | Mariya Istomina         | ROC                      | 1:28:00.1 | +3:06.1   |
| 10                | 5   | Krista Pärmäkoski       | FIN Finlândia            | 1:28:35.0 | +3:41.0   |
| 11                | 9   | Teresa Stadlober        | AUT Áustria              | 1:28:36.5 | +3:42.5   |
| 12                | 11  | Victoria Carl           | GER Alemanha             | 1:30:08.4 | +5:14.4   |
| 13                | 17  | Lotta Udnes Weng        | NOR Noruega              | 1:31:14.3 | +6:20.3   |
| 14                | 10  | Tiril Udnes Weng        | NOR Noruega              | 1:31:15.4 | +6:21.4   |
| 15                | 37  | Sophia Laukli           | USA Estados Unidos       | 1:31:21.2 | +6:27.2   |
| 16                | 42  | Cendrine Browne         | CAN Canadá               | 1:31:21.6 | +6:27.6   |
| 17                | 16  | Anastasia Rygalina      | ROC                      | 1:31:22.1 | +6:28.1   |
| 18                | 39  | Novie McCabe            | USA Estados Unidos       | 1:31:22.5 | +6:28.5   |
| 19                | 34  | Antonia Fräbel          | GER Alemanha             | 1:31:23.6 | +6:29.6   |
| 20                | 18  | Anne Kyllönen           | FIN Finlândia            | 1:31:41.0 | +6:47.0   |
| 21                | 30  | Izabela Marcisz         | POL Polônia              | 1:31:43.0 | +6:49.0   |
| 22                | 36  | Kateřina Janatová       | CZE República Checa      | 1:31:43.2 | +6:49.2   |
| 23                | 14  | Johanna Matintalo       | FIN Finlândia            | 1:32:01.7 | +7:07.7   |
| 24                | 38  | Flora Dolci             | FRA França               | 1:32:04.7 | +7:10.7   |
| 25                | 19  | Pia Fink                | GER Alemanha             | 1:32:06.3 | +7:12.3   |
| 26                | 24  | Masako Ishida           | JPN Japão                | 1:32:06.3 | +7:12.3   |
| 27                | 32  | Lydia Hiernickel        | SUI Suíça                | 1:32:12.3 | +7:18.3   |
| 28                | 13  | Ragnhild Haga           | NOR Noruega              | 1:32:19.9 | +7:25.9   |
| 29                | 21  | Emma Ribom              | SWE Suécia               | 1:32:27.8 | +7:33.8   |
| 30                | 22  | Katherine Stewart-Jones | CAN Canadá               | 1:32:33.3 | +7:39.3   |
| 31                | 60  | Baiba Bendika           | LAT Letônia              | 1:33:37.8 | +8:43.8   |
| 32                | 29  | Patrīcija Eiduka        | LAT Letônia              | 1:33:51.2 | +8:57.2   |
| 33                | 45  | Cristina Pittin         | ITA Itália               | 1:33:54.8 | +9:00.8   |
| 34                | 47  | Martina Di Centa        | ITA Itália               | 1:33:56.6 | +9:02.6   |
| 35                | 15  | Charlotte Kalla         | SWE Suécia               | 1:34:45.4 | +9:51.4   |
| 36                | 41  | Masae Tsuchiya          | JPN Japão                | 1:34:47.6 | +9:53.6   |
| 37                | 44  | Maryna Antsybor         | UKR Ucrânia              | 1:35:31.3 | +10:37.3  |
| 38                | 27  | Chi Chunxue             | CHN China                | 1:35:41.0 | +10:47.0  |
| 39                | 33  | Dahria Beatty           | CAN Canadá               | 1:36:08.2 | +11:14.2  |
| 40                | 26  | Anna Comarella          | ITA Itália               | 1:36:12.4 | +11:18.4  |
| 41                | 49  | Petra Hynčicová         | CZE República Checa      | 1:36:26.6 | +11:32.6  |
| 42                | 50  | Angelina Shuryga        | KAZ Cazaquistão          | 1:36:29.6 | +11:35.6  |
| 43                | 52  | Jessica Yeaton          | AUS Austrália            | 1:37:06.1 | +12:12.1  |
| 44                | 25  | Coralie Bentz           | FRA França               | 1:38:08.2 | +13:14.2  |
| 45                | 46  | Caterina Ganz           | ITA Itália               | 1:38:19.5 | +13:25.5  |
| 46                | 40  | Li Xin                  | CHN China                | 1:38:39.2 | +13:45.2  |
| 47                | 35  | Bayani Jialin           | CHN China                | 1:39:14.8 | +14:20.8  |
| 48                | 53  | Carola Vila             | AND Andorra              | 1:39:18.1 | +14:24.1  |
| 49                | 58  | Nadezhda Stepashkina    | KAZ Cazaquistão          | 1:39:38.8 | +14:44.8  |
| 50                | 43  | Miki Kodama             | JPN Japão                | 1:39:53.8 | +14:59.8  |
| 51                | 64  | Laura Leclair           | CAN Canadá               | 1:40:14.5 | +15:20.5  |
| 52                | 54  | Vedrana Malec           | CRO Croácia              | 1:41:18.6 | +16:24.6  |
| 53                | 62  | Neža Žerjav             | SLO Eslovênia            | 1:42:14.2 | +17:20.2  |
| 54                | 51  | Irina Bykova            | KAZ Cazaquistão          | 1:42:42.0 | +17:48.0  |
| 55                | 48  | Chika Kobayashi         | JPN Japão                | 1:43:33.1 | +18:39.1  |
| 56                | 65  | Casey Wright            | AUS Austrália            | 1:44:19.9 | +19:25.9  |
| 57                | 61  | Magdalena Kobielusz     | POL Polônia              | 1:44:48.8 | +19:54.8  |
| 58                | 57  | Viktoriya Olekh         | UKR Ucrânia              | 1:46:22.1 | +21:28.1  |
| 59                | 55  | Anita Klemenčič         | SLO Eslovênia            | 1:46:37.6 | +21:43.6  |
| 60                | 28  | Dinigeer Yilamujiang    | CHN China                | 1:50:04.2 | +25:10.2  |
| 61                | 59  | Maria Ntanou            | GRE Grécia               | LAP       | LAP       |
| 62                | 1   | Natalya Nepryayeva      | ROC                      | DNF       | DNF       |
| 62                | 31  | Petra Nováková          | CZE República Checa      | DNF       | DNF       |
| 62                | 56  | Hanna Karaliova         | BLR Bielorrússia         | DNS       | DNS       |
| 62                | 63  | Sanja Kusmuk            | BIH Bósnia e Herzegovina | DNS       | DNS       |

Legenda
| Recorde mundial      | Recorde mundial (World record)               |                       | Recorde africano                      | Recorde africano (African) |                                           | Q | Classificado por posição (Qualified) |
| Recorde olímpico     | Recorde olímpico (Olympic record)            | Recorde da América    | Recorde da América (Americas)         | q                          | Classificado por melhor tempo (Qualified) |   |                                      |
| Melhor marca do ano  | Melhor marca do ano (World leading)          | Recorde asiático      | Recorde asiático (Asian)              | DNS                        | Não largou (Did not start)                |   |                                      |
| Recorde nacional     | Recorde nacional (National record)           | Recorde europeu       | Recorde europeu (European)            | DNF                        | Não terminou (Did not finish)             |   |                                      |
| Recorde pessoal      | Recorde pessoal do atleta (Personal best)    | Recorde da Oceania    | Recorde da Oceania (Oceania)          | DSQ / DQ                   | Desclassificado (Disqualified)            |   |                                      |
| Recorde da temporada | Recorde da temporada do atleta (Season best) | Recorde sul-americano | Recorde sul-americano (South America) | NM                         | Sem marca (No mark)                       |   |                                      |